# Peter Gamper
Peter Gamper (né le 30 novembre 1940 à Ditzingen) est un athlète allemand, spécialiste des épreuves de sprint.

## Biographie
Lors des Championnats d'Europe 1962, à Belgrade, Peter Gamper se classe troisième du 100 m, derrière les Français Claude Piquemal et Jocelyn Delecour. Il remporte en finde compétition le titre continental du relais 4 × 100 m en compagnie de Klaus Ulonska, Hans-Joachim Bender et Manfred Germar. L'équipe d'Allemagne, qui établit un nouveau record des Championnats en 39 s 5, devance la Pologne et le Royaume-Uni.

### Palmarès
| Date | Compétition           | Lieu     | Résultat | Épreuve   |
| ---- | --------------------- | -------- | -------- | --------- |
| 1962 | Championnats d'Europe | Belgrade | 3e       | 100 m     |
| 1962 | Championnats d'Europe | Belgrade | 1er      | 4 × 100 m |

### Records
| Épreuve | Performance | Lieu   | Date         |
| ------- | ----------- | ------ | ------------ |
| 100 m   | 10 s 2      | Prague | 11 août 1962 |